# Euan Norris
Euan Norris (1977. október 29. –) skót nemzetközi labdarúgó-játékvezető.

## Pályafutása

### Nemzeti játékvezetés
2000-ben lett országos ifjúsági, 2005-ben I. Ligás játékvezető.

#### Nemzeti kupamérkőzések
Asszisztensi Kupa-döntők száma: 2.

##### Skót Kupa
2003/04-ben és 2004/05-ben a Skót Junior Kupa-döntőn asszisztensként tevékenykedett.

### Nemzetközi játékvezetés
A Skót labdarúgó-szövetség Játékvezető Bizottsága (JB) 2009-ben terjesztette fel nemzetközi játékvezetőnek, a Nemzetközi Labdarúgó-szövetség (FIFA) bíróinak keretébe. Több nemzetek közötti válogatott és klubmérkőzést vezetett. UEFA besorolás szerint a 2011-től 2. kategóriás bíró. A skót nemzetközi játékvezetők rangsorában, a világbajnokság-Európa-bajnokság sorrendjében többedmagával a 28. helyet foglalja el 1 találkozó szolgálatával.

#### Európa-bajnokság
2010-ben rendezték az U17-es labdarúgó-Európa-bajnokságot, ahol az UEFA JB bíróként alkalmazta.
| Időpont         | Helyszín                         | Mérkőzés típusa        | Mérkőzés                    | Eredmény |
| --------------- | -------------------------------- | ---------------------- | --------------------------- | -------- |
| 2010. május 18. | Rheinpark Stadion, Vaduz         | selejtező (A. csoport) | Franciaország–Spanyolország | 1 : 2    |
| 2010. május 24. | Mauren Sportpark Stadion, Eschen | selejtező (B. csoport) | Csehország–Görögország      | 0 : 0    |
| 2010. május 27. | Rheinpark Stadion, Vaduz         | egyik előselejtező     | Spanyolország–Törökország   | 3 : 1    |

Az európai-labdarúgó torna döntőjéhez vezető úton Ukrajnába és Lengyelországba a XIV., a 2012-es labdarúgó-Európa-bajnokságra az UEFA JB játékvezetőként foglalkoztatta.
| Időpont         | Helyszín                  | Mérkőzés típusa           | Mérkőzés                | Eredmény |
| --------------- | ------------------------- | ------------------------- | ----------------------- | -------- |
| 2011. június 3. | Központi Stadion, Asztana | előselejtező (A. csoport) | Kazahsztán–Azerbajdzsán | 2 : 1    |